# Magdeburské právo

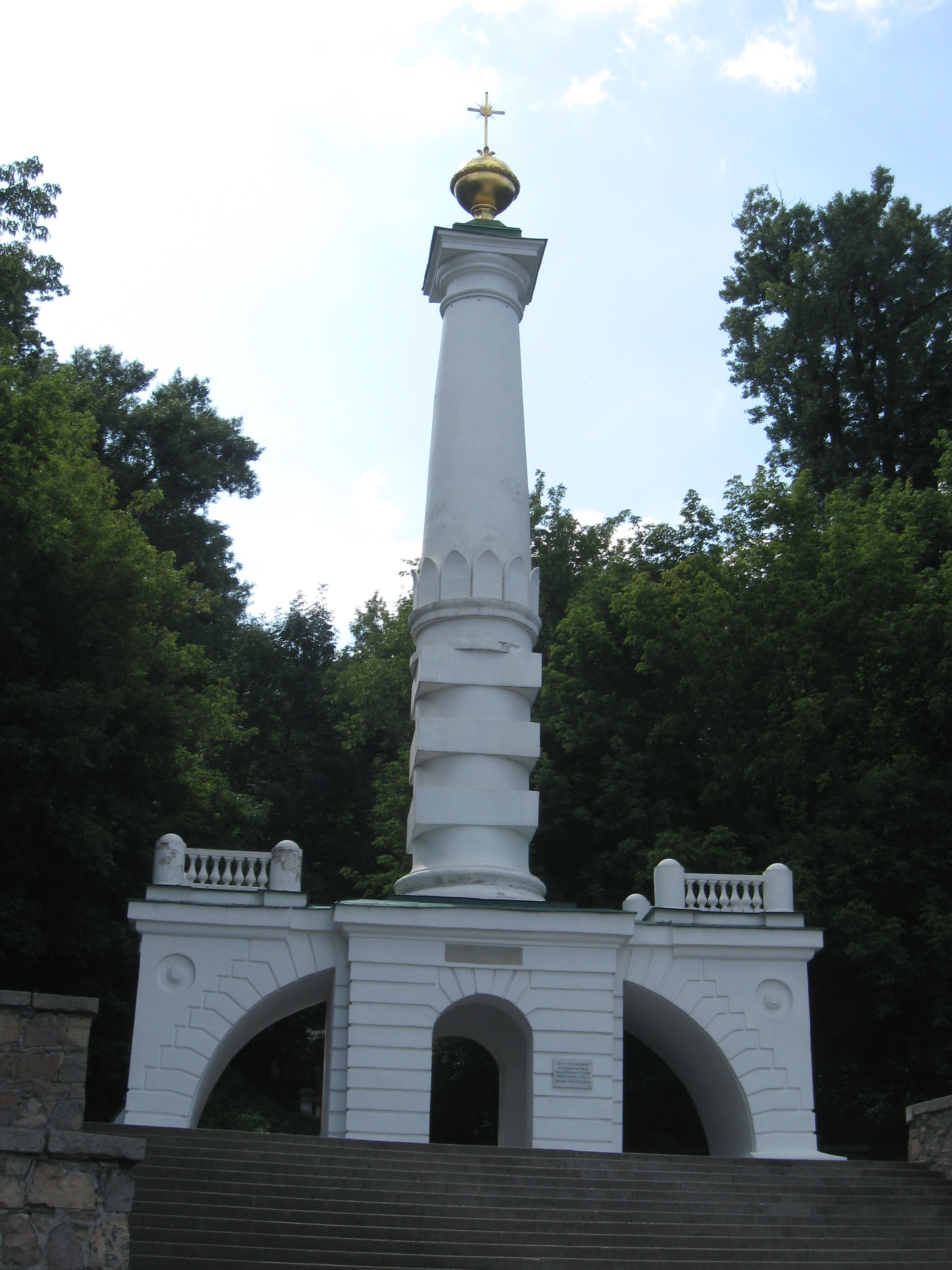
Památník magdeburského práva v Kyjevě

Magdeburské právo (německy Das Magdeburger Recht) označovalo typ městského práva vycházející z městského práva Magdeburgu, které mělo značný vliv na městské právo v severovýchodním Německu, Slezsku, Polsku, v severní části Čech a Moravy, Litvě, Bělorusku, Uhersku a na Ukrajině. Magdeburské městské právo vycházelo ze Saského zrcadla. První doložená písemná zmínka se vztahuje k listině magdeburského arcibiskupa Wichmanna ze Seeburgu z roku 1188.
V českých zemích představovalo magdeburské právo (severoněmecké) spolu s právem norimberským (jihoněmeckým) dominantní typ městského práva. Od 13. až do 17. století byl pro města magdeburského okruhu nejvyšší autoritou právě magdeburský městský soud – možnost odvolávat se do zahraničí budila nelibost, např. města pod českou korunou měla možnost odvolání od 14. století zakázanou (nejvyššími autoritami pak zůstaly Litoměřice pro česká a Olomouc pro moravská města). Jednotnost městského práva v příslušném obvodu se vztahovala na královská města stejně jako na poddanská města bez rozdílu.